# In 3 Tagen bist du tot 2
In 3 Tagen bist du tot 2 ist ein österreichischer Horrorthriller von Andreas Prochaska aus dem Jahr 2008 und die Fortsetzung von In 3 Tagen bist du tot (2006).

## Handlung
Nina Wagner ist eine Überlebende der Geschehnisse im ersten Film. Sie lebt jetzt mit ihrer Mutter in Wien und arbeitet in einem Plattenladen. Scheinbar hat sie zur Normalität zurückgefunden und ihr Trauma verarbeitet. Eines Nachts bekommt sie einen Anruf ihrer Schulfreundin Mona Kofler, mit der sie seit den Morden nicht mehr geredet hat und die sie panisch in Wortfetzen um Hilfe bittet.
Nina sucht in Ebensee nach einem Hinweis auf Mona. Die Tankstelle der Koflers wurde aufgegeben und der chinesische Nachmieter gibt ihr die Nachsendeadresse von Monas Vater. So fährt Nina ins gebirgige und verschneite Tirol. Im Bus nach Mayrhofen lernt Nina die gleichaltrige Gabi kennen, die in dem Ort wohnt. Nina dringt in das verlassene Wohnhaus von Herrn Kofler ein und versteckt sich, als ein Mann Mitte dreißig, Hans Kofler, kommt und die Post durchsieht. Er fährt in einem Auto mit der Aufschrift „Gasthof Loas – Familie Kofler“ fort.
In der Zwischenzeit ruft Ninas Mutter besorgt bei der Polizei Ebensee an und teilt dem Polizisten Kogler mit, dass Nina dort nach Mona sucht.
In Mayrhofen trifft Nina auf Gabi und diese warnt sie davor, den Gasthof Loas aufzusuchen, denn die Koflers seien eine jener Familien, mit denen man besser nichts zu tun hat. Nina geht trotzdem drei Stunden hinauf zum entlegenen Gasthof und wird dort im Schweinestall von Josef entdeckt und ausgeknockt. Sie kommt in seinem Versteck alleine wieder zu sich, findet schaurige Devotionalien von einer jungen Frau und hört Monas schluchzende Stimme hinter einer Tür. Nina findet einen Ausweg aus dem Versteck und verspricht Mona, Hilfe zu holen.
Kogler ist inzwischen außer Dienst nach Mayrhofen gefahren. Gabi bietet ihm an, ihn zu Nina zu führen. Die beiden fahren im Schneegestöber nach oben. Oben angekommen, schlägt Gabi den Polizisten nieder und bringt ihn zu Gust Kofler, dem sie verfallen ist.
Gust findet Nina dem Tode nahe im Schnee liegen. Er bringt sie in den Gasthof Loas, wo er mit seiner Mutter Gerti und seinen zwei Brüdern wohnt. Von Gust in einem Gästezimmer eingesperrt, überredet Nina Josef, sich den Schlüssel anzueignen. Er zwingt sie dann zur Fellatio, worauf Nina ihn blutig beißt und mit dem Schlüsselanhänger, einem Rehbockgeweih, ersticht. 
Hans jagt Nina durchs Haus und ist kurz davor, sie mit einem Schlachtschussapparat zu exekutieren, als der gefesselte Kogler sich auf ihn stürzt. Im Kampfgetümmel tötet Nina Hans mit dem Bolzenschussgerät. Kogler blutet aus dem Mund und ist nicht zu verstehen. Nina versteckt ihn, als Gust kommt. Sie misstraut seinem Friedensangebot zu Recht und tötet ihn im Kampf mit einem Fleischerbeil und heißem Schmalz.
Gabi kommt und sieht ihren toten Freund Gust. Nina wird ihr gegenüber misstrauisch. Gabi will Nina von hinten erschießen, als diese zu Mona aufbricht, doch die Waffe ist gesichert und geht nicht rechtzeitig los. Nach einer Konfrontation mit Gerti will Gabi ins Tal fahren und stirbt unterwegs bei einem Autounfall.
Nina gelangt wieder ins alte Knappenhaus, wo Josefs Versteck ist. Sie findet in einer Bodenluke die halb verweste Leiche einer jungen Frau. Es ist ein früheres Opfer von Josef. Als Gerti auftaucht und ihre drei Söhne rächen will, fragt Nina sie, wo Mona Kofler ist. Sie sei tot, sagt Gerti, worauf Nina sie rasend mit einem Fäustel erschlägt.
Nina hat ein Flashback und erinnert sich jetzt, dass Mona schon vor eineinhalb Jahren neben ihr im Krankenhaus an ihren Verletzungen gestorben ist. Kogler stößt zu Nina und die beiden machen sich blutverschmiert und schwankend auf den Weg ins Tal.
In der letzten Szene legt Nina an einem sonnigen Tag Monate später eine Blume auf Monas Grab in Ebensee.

## Produktion
2007 begannen Allegro Film und Regisseur Andreas Prochaska aufgrund des Erfolges von In 3 Tagen bist du tot die Arbeit an einer Fortsetzung. Jörg Buttgereit schrieb ein Drehbuch, doch es war für Prochaska „einfach die falsche Richtung“ und wurde verworfen.
Förderungen kamen vom Österreichischen Filminstitut, dem Filmfonds Wien, Cine Tirol sowie dem Land Oberösterreich. Zudem wurde der Film im Rahmen des Film-/Fernseh-Abkommens hergestellt.
Gedreht wurde im Salzkammergut, in Wien und im Tiroler Kaunertal im Februar und März 2008. Die Plattenladen-Szenen wurden im „Substance“ in der Westbahnstraße in Wien-Neubau gedreht und die Club-Szenen im „Flex“.
Weltpremiere hatte der Film am 12. Dezember 2008 im Innsbrucker Metropol Multiplexx. Der Film kam am 25. Dezember 2008 in die österreichischen Kinos. Außerhalb Österreichs kam der Film nicht ins Kino.
Den Vertrieb besorgte der Luna Filmverleih.

## Rezeption
Der Film verzeichnete in Österreich 76.940 Kinozuschauer, davon die Hälfte schon in der 1. Woche.
- film-dienst: „Um Eigenständigkeit bemühter österreichischer Psychothriller, der nahezu nahtlos an den ersten Teil anknüpft und (zumindest) Freunde dieses Genres durchaus unterhält.“

- Ox-Fanzine, Ausgabe #89, April/Mai 2010: „War der erste Teil die Entsprechung amerikanischer Slasher, ist In 3 Tagen bist du tot 2 Prochaskas Antwort auf Backwoods-Horror. Denn Nina bekommt es hier mit einer hübsch degenerierten Hinterwäldler-Familie zu tun, wodurch der Sicko-Faktor des Films gegen Ende drastisch ansteigt und man sich angesichts dieses intensiven, blutigen Gemetzels fragt, wieso das die FSK nur ,ab 16‘ eingestuft hat.“[6]

## Auszeichnungen
- 2008: Locarno International Film Festival: nominiert für den Variety Piazza Grande Award
- 2009: Austrian Ticket für 75.000 Besucher